# You're Not Alone (canción de Joe y Jake)
«You're Not Alone» —en español: «No estás solo»— es una canción compuesta por Justin J. Benson y S. Kanes y Matt Schwartz e interpretada en inglés por el dúo Joe & Jake. Se lanzó como descarga digital el 11 de marzo de 2016 mediante Sony Music Entertainment. Fue elegida para representar a Reino Unido en el Festival de la Canción de Eurovisión de 2016 tras ganar la final nacional inglesa, Eurovision: You Decide, en 2016.

## Festival de Eurovisión

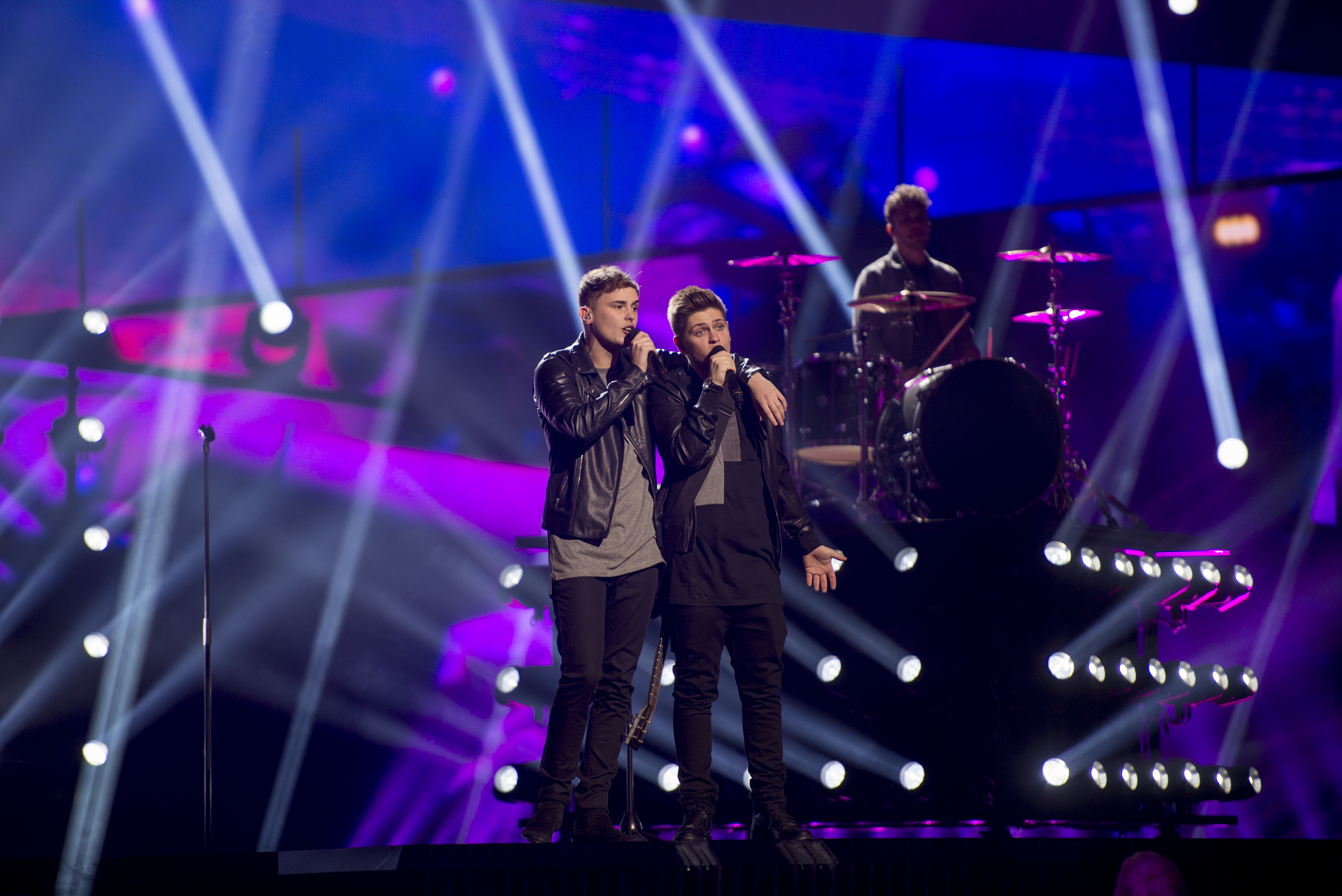
Joe & Jake interpretando la canción durante el Festival de la Canción de Eurovisión 2016.

### Eurovision: You Decide
El 30 de septiembre de 2015, la BBC abrió un plazo de presentación para que los artistas interesados enviaran sus canciones en forma de vídeo. Este plazo terminó el 20 de noviembre. Las canciones recibidas se revisaron y se compiló una lista corta. Otras canciones fueron proporcionadas a la BBC por la Academia Británica de Escritores, Compositores y Autores, que empezó una competición de composiciones entre sus miembros. La BBC también colaboró con el exdirector musical de RCA Records y fundador de Innocent Records, Hugh Goldsmith. Todas las canciones se incluyeron en una final que fue presentada a un panel profesional que seleccionó finalmente a seis finalistas para competir en la final nacional. Las seis canciones competidoras se estrenaron en el programa de BBC Radio 2 The Ken Bruce Show el 22 de febrero de 2016.

#### La Final
La canción «You're not alone» fue seleccionada para la final y se declaró ganadora tras haber sido la más votada por el público.

### Festival de la Canción de Eurovisión 2016
Esta canción fue la representación inglesa en el Festival de la Canción de Eurovisión 2016.
No participó en ninguna semifinal, ya que es un país miembro del «Big 5» (dicho grupo de países pasa directamente a la final, sin tener que participar en las dos semifinales).
Días más tarde, durante la final celebrada el 19 de mayo de 2016, la canción fue interpretada en 25º lugar, precedida por Austria con Zoë interpretando «Loin d'ici» y seguida por Armenia con Iveta Mukuchyan interpretando «LoveWave». Finalmente, la canción quedó en 24º puesto con 62 puntos.

## Recepción
La canción recibió generalmente críticas positivas por su moderno estilo de pop pegadizo.
Tras el primer ensayo del dúo en la fase final, la casa de apuestas William Hill disminuyó sus posibilidades de ganador de 50-1 a 25-1.
"Comparado con el truco publicitario, producción torpemente coreografiada que vimos de Electro Velvet el último año, Joe y Jake están entregando una sencilla, segura puesta en escena que pone el foco directo en la canción," John Paul Lucas del sitio web ESC Insight dijo. "Vocalmente, los chicos están sonando genial, a pesar de que sienten ligeramente desconectados uno de otro por momentos. Podrían beneficiarse de hacer más contacto visual entre ellos más que estar lado a lado mirando directamente a la cámara."

## De fondo
El dúo formado por Joe Woolford de Ruthin, Gales y Jake Shakeshaft de Stoke-on-Trent, Inglaterra. Se conocieron mientras participaban en la cuarta serie del programa de talento The Voice UK. Joe superó los espectáculos en vivo y Jake lo hizo a través de los octavos de final. Después de que el espectáculo acabara, formaron el dúo.

## Listado de pistas
Descarga Digital
| N.º | Título             | Duración |
| --- | ------------------ | -------- |
| 1.  | "You're Not Alone" | 2:50     |

Remixes
| N.º | Título                                | Duración |
| --- | ------------------------------------- | -------- |
| 1.  | "You're Not Alone" (Cahill Club Mix)  | 6:00     |
| 2.  | "You're Not Alone" (Cahill Club Edit) | 3:10     |

## Historia de lanzamiento
| Región      | Fecha          | Formato          | Disquera                 |
| ----------- | -------------- | ---------------- | ------------------------ |
| Reino Unido | 11 Marcha 2016 | Descarga digital | Sony Music Entertainment |